# Sauðárfoss
Der Sauðárfoss war ein Wasserfall im Osten von Island in der Gemeinde Múlaþing. 
Die  Sauðá í Sauðárdal bildet sich am Nordrand des Brúarjökulls und mündete als linker Nebenfluss in die Jökulsá á Brú. Jetzt fließt sie direkt in das Hálslón. Der Wasserfall mit einer Höhe von 20 m lag in der Nähe der Mündung. Durch das Anstauen des Stausees, der zum  Kárahnjúkar-Kraftwerk gehört, tauchte der Wasserfall unter. 